# Vlčí jámy
Další významy tohoto výrazu naleznete na stránce Vlčí Jámy (rozcestník).
Vlčí jámy jsou přírodní památka v Krušných horách v Karlovarském kraji. Nachází se na jihozápadním úbočí Blatenského vrchu severovýchodně od města Horní Blatná v katastrálním území obce Potůčky. Předmětem ochrany jsou středověké dobývky cínových rud, existence jeskynního ledu a výskyt kriticky ohrožených druhů mechů a živočichů.

## Historie

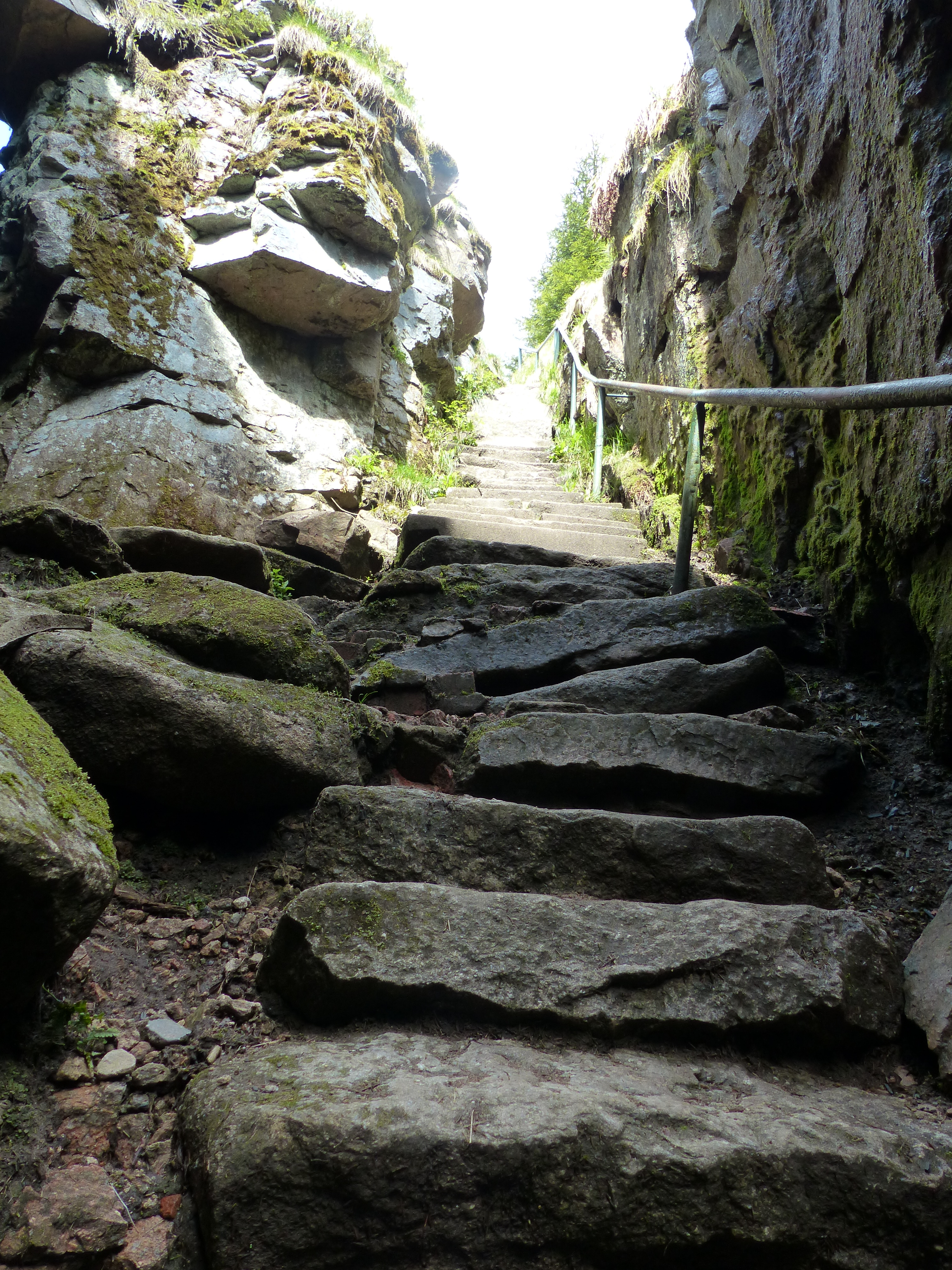
Schodiště do Ledové jámy

Přírodní památka se skládá z Vlčí a Ledové jámy. Výše ve svahu se nachází Ledová jáma, která vznikla vytěžením  cínovcového pásma Jiří. Je až dvacet metrů hluboká a velmi úzká, čímž je v ní omezen pohyb vzduchu. Vzniklo tak specifické mikroklima, díky kterému se na dně jámy hromadil sníh a led, který neroztál ani během léta. Roku 1813 pochází zmínka o využití ledu při léčení vojáků raněných v bitvě u Lipska. Proces tvorby ledu byl narušen v roce 2005, kdy byly z jámy nelegálně odvezeny téměř dvě tuny sněhu a ledu ke stavbě sněhuláka. Dalším negativním jevem, v jehož důsledku jeskynní led zcela vymizel, bylo sucho v letech 2017–2019.

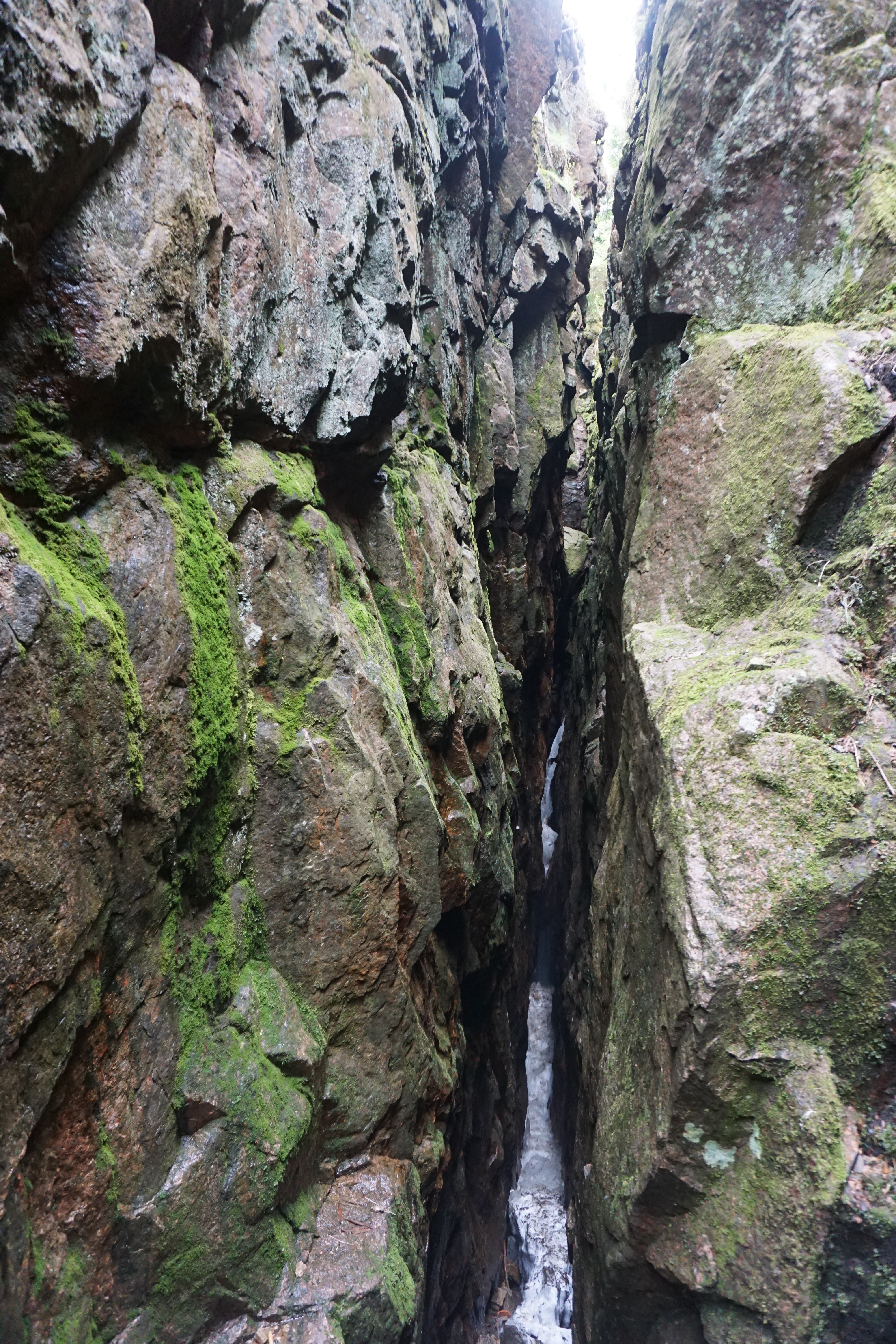
Ledová jáma

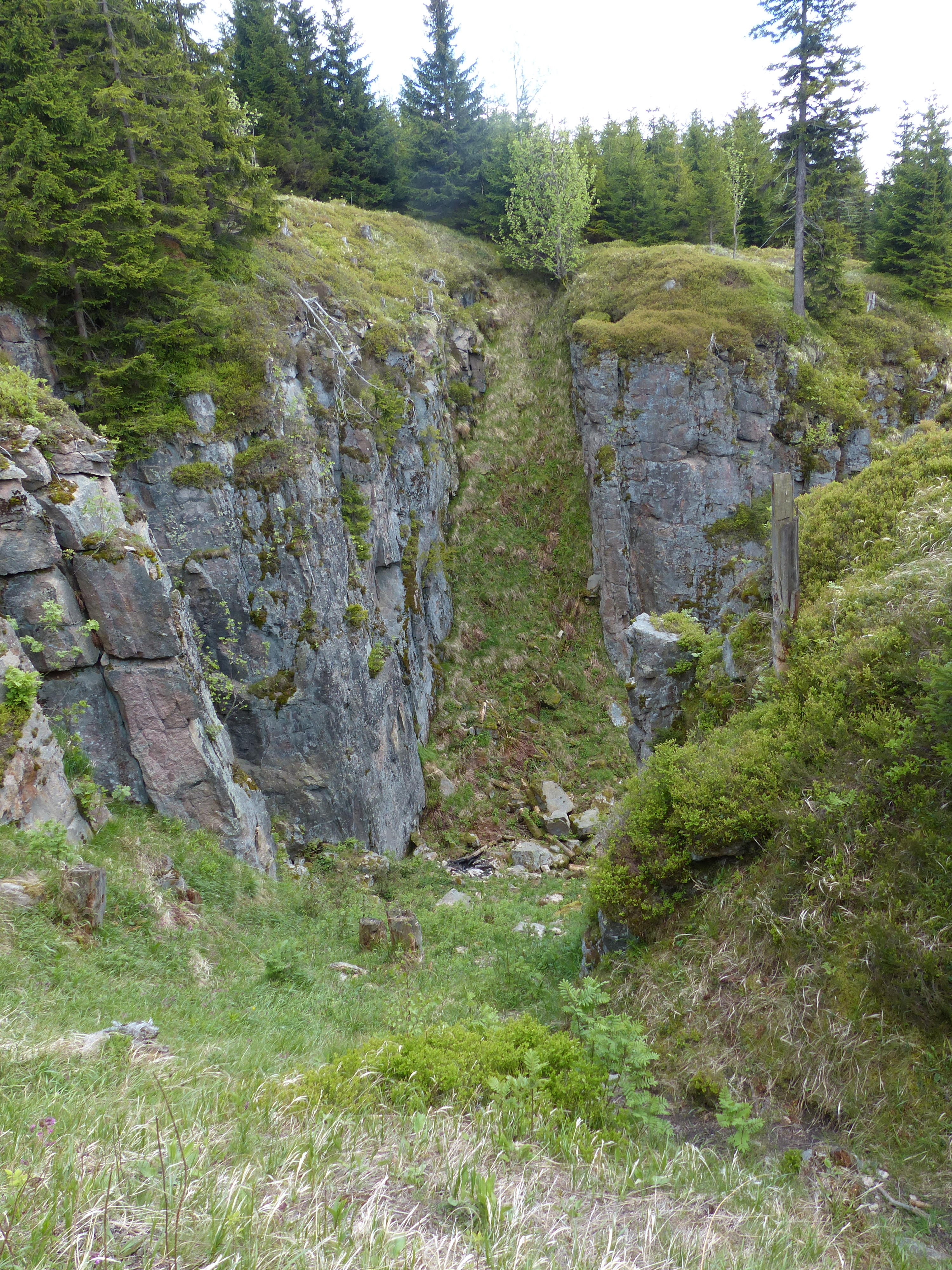
Vlčí jáma

Vlčí jáma vznikla odtěžením cínovcového pásma Wolfgang a pozdějším částečným zřícením stropů  podzemních komor a skalních stěn. Propadlina je přes 120 metrů dlouhá, široká asi čtrnáct metrů a hluboká asi dvacet metrů. Pozůstatky obou dolů jsou památkově chráněné.
Ledovou jámu na počátku dvacátého století turisticky zpřístupnil hornoblatenský Krušnohorský spolek, který vybudoval kamenné schodiště.
Chráněné území vyhlásil Okresní národní výbor v Karlových Varech dne 5. září 1975 v kategorii chráněná přírodní památka.

## Přírodní poměry

### Abiotické faktory
Vlčí jámy leží na úbočí Blatenského vrchu v katastrálním území Potůčky v Krušných horách. V geomorfologickém členění Česka se nalézají v podcelku Klínovecká hornatina a okrsku Jáchymovská hornatina. Přírodní památka s rozlohou 1,412 hektarů se nachází v nadmořské výšce 984–1010 metrů (podle plánu péče nadmořská výška dosahuje až 1018 metrů). Jejich reliéf vznikl v důsledku hornické činnosti a skládá se z odvalů, štol a propadů podzemních prostor. Geologické podloží tvoří středně zrnitý, místy porfyrický autometamorfovaný biotitický granit. Předmětem těžby byly greisenové žíly s výskytem minerálů cínu, wolframu, lithia, molybdenu a bismutu. Hlavním těženým minerálem byl kasiterit, ale objevuje se zde také topaz, fluorit a turmalín. Působením erozivní činnosti ledu, kořenů rostlin a nevhodného chování návštěvníků dochází k drobení skal až k odlupování větších skalních bloků. Důsledkem většího sesuvu nebo zřícení v Ledové jámě by mohla být změna mikroklimatu, a tím narušení tvorby jeskynního ledu. Z půdních typů se vyskytují antropogenní půdy, kambizemní podzoly, mělké rankery až litozemě.
V rámci Quittovy klasifikace podnebí leží chráněné území v chladné oblasti CH6, pro kterou jsou typické průměrné teploty −4 až −5 °C v lednu a 14–15 °C v červenci. Roční úhrn srážek dosahuje 1000–1200 milimetrů, počet letních dnů je 10–30, počet mrazových dnů se pohybuje mezi 140–160 a sněhová pokrývka zde leží 120–140 dnů v roce. Vodu z území odvádí umělý kanál Blatenský vodní příkop, ale přirozeně oblast patří do povodí Blatenského potoka.

### Flóra
V oblasti je druhově chudá vegetace. Dominují mladé horské smrčiny, v jejichž podrostu roste třtina chloupkatá (Calamagrostis villosa) a brusnice borůvka (Vaccinium myrtillus). Podmínky na dně Vlčí jámy odpovídají subalpínským vysokobylinným nivám. K hojným druhům zde patří pryskyřník platanolistý (Ranunculus platanifolius), bika lesní (Luzula sylvatica) a podbělice alpská (Homogyne alpina). Na okrajích jam roste například zlatobýl obecný (Solidago virgaurea) a bika sudetská (Luzula sudetica). Vlčí jáma je jediným místem v Česku, kde roste kriticky ohrožený druh mechu měďovka Mielichhoferova (Mielichhoferia mielichhoferiana), který je vázaný na odkryté žíly rud mědi. Druhým kriticky ohroženým druhem mechu na lokalitě je paprutka tundrová (Pohlia tundrae).

### Fauna
K předmětu ochrany patří životaschopná populace kriticky ohroženého plcha zahradního (Eliomys quercinus). Dalším kriticky ohroženým druhem na lokalitě je zmije obecná (Viperus berus). Ojediněle se tu na hranici svých ekologických podmínek objevuje slepýš křehký (Angius fragilis) a běžně také ještěrka živorodá (Zootoca vivipara). Pozůstatky štol jsou zimovištěm netopýrů, z nichž se zde vyskytuje netopýr severní (Eptesicus nilssoni), netopýr ušatý (Plecotus auritus), netopýr vodní (Myotis daubentoni) a netopýr vousatý (Myotis mystacinus).

## Přístup

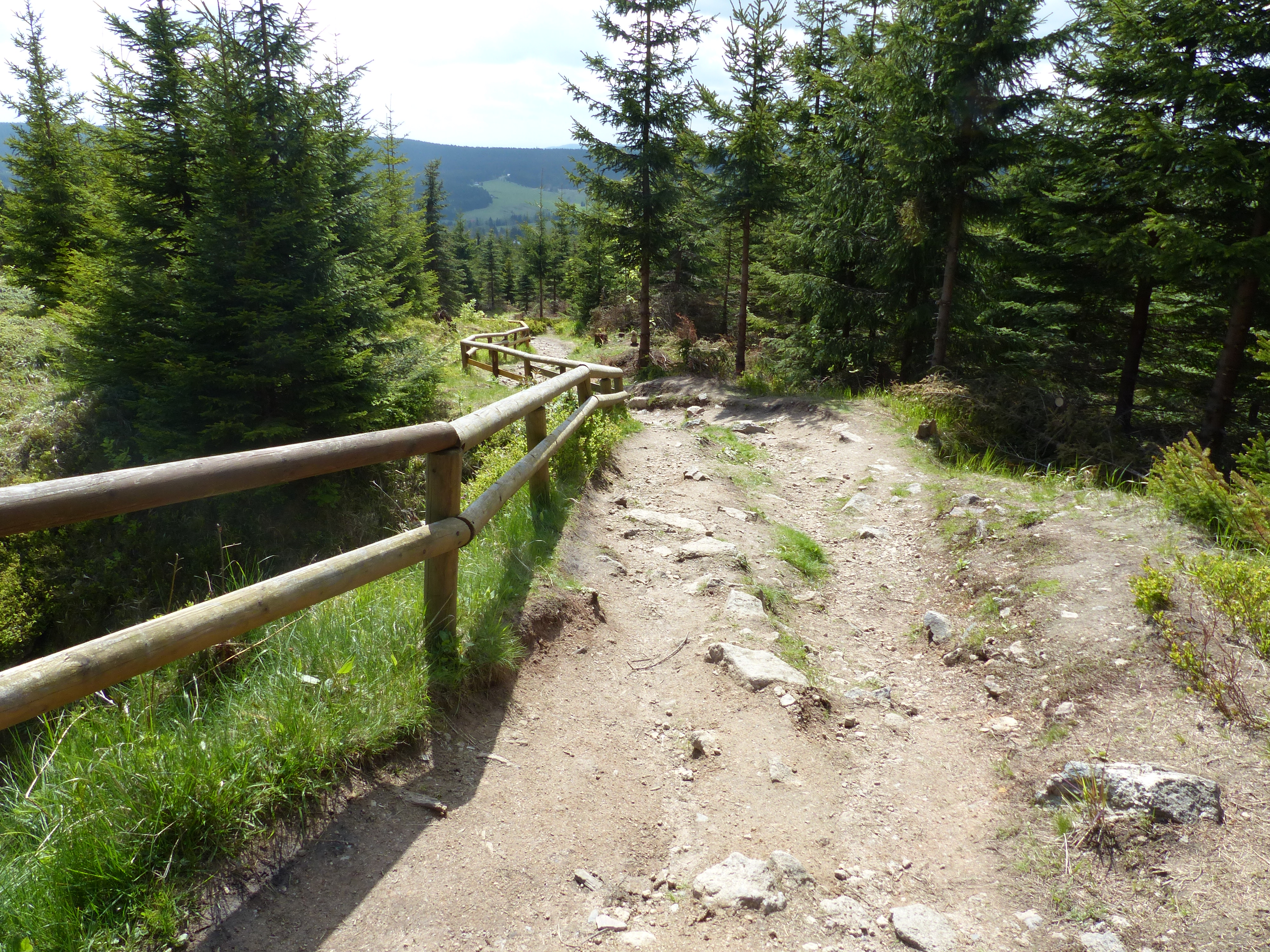
Turistická stezka

Přírodní památka je přístupná po červeně značené turistické trase z Horní Blatné na Blatenský vrch. Souběžně s ní je značena také část naučné stezky Cesta A. Günthera. Vstup turistům již není umožněn ani do Ledové jámy z důvodu uvolňování a řícení skalních bloků.